# 이르쿠츠크
이르쿠츠크(러시아어: Ирку́тск, 영어: Irkutsk, 문화어: 이르꾸쯔크)는 시베리아에 있는 도시이자, 러시아 이르쿠츠크주의 주도이다. 인구는 약 60만 명이다.
기계 제조(광업기·전기·공작기), 목재 가공, 모피, 식료품 등의 공업이 발달 했으며, 수력전기에 의한 알루미늄 제조업이 번성했다. 1956년 완공된 출력 66만kW의 이르쿠츠크 수력발전소가 있다.모스크바와는 시베리아 철도로 연결되어 있고, 안가라강과 바이칼호를 잇는 정기선이 있어 러시아의 극동지역과 우랄 지역·중앙아시아를 연결하는 동부 시베리아의 교통 요충지이다. 시베리아의 파리라고 불리는이르쿠츠크는 러시아 정교회의 대주교좌가 놓여 있고 극장, 오페라 등의 문화 시설도 갖추고 있다. 이러한 건축물은 시베리아에 억류된 일본인에 의해 지어진 것도 많다. 이르쿠츠크 국립 대학교, 이르쿠츠크국립언어대학교, 이르쿠츠크국립기술대학교 등 명문 대학들이 위치하고 있으며, 황금색 테두리에 여러 가지 성화가 장식되어 있는 돔이 첫눈에 들어오는 즈나멘스키 수도원이 장엄한 분위기를 풍긴다. 이 수도원은 키로프 광장으로부터 우샤코프카 다리 건너편에 있다. 발리샤야 거리에 있는 국제 연합 박물관은 소수민족에 관한 자료가 전시되어 있는 박물관이다. 1층에는 시베리아 동부에 거주하는 소수민족의 그릇, 어린이들의 완구, 민속 의상 등이 진열되어 있으며, 샤먼의 전시품 또한 풍부하다. 2층에는 혁명에서 현대에 이르기까지의 국가 건설에 관한 기념물들이 전시되어있다. 세레호프가 시베리아 탐험에 사용한 짐승가죽으로 만든 카누가 볼 만하다.

## 지리 및 기후
바이칼호에서 흘러나온 아름다운 안가라강은 이르쿠츠크를 통과한 뒤 예니세이강과 합류해서 북극해로 흘러 들어간다.
| 이르쿠츠크의 기후                                                | 이르쿠츠크의 기후 | 이르쿠츠크의 기후 | 이르쿠츠크의 기후 | 이르쿠츠크의 기후 | 이르쿠츠크의 기후 | 이르쿠츠크의 기후 | 이르쿠츠크의 기후 | 이르쿠츠크의 기후 | 이르쿠츠크의 기후 | 이르쿠츠크의 기후 | 이르쿠츠크의 기후 | 이르쿠츠크의 기후 | 이르쿠츠크의 기후 |
| 월                                                               | 1월               | 2월               | 3월               | 4월               | 5월               | 6월               | 7월               | 8월               | 9월               | 10월              | 11월              | 12월              | 연간              |
| ---------------------------------------------------------------- | ----------------- | ----------------- | ----------------- | ----------------- | ----------------- | ----------------- | ----------------- | ----------------- | ----------------- | ----------------- | ----------------- | ----------------- | ----------------- |
| 역대 최고 기온 °C (°F)                                           | 2.3 (36.1)        | 10.2 (50.4)       | 21.1 (70.0)       | 29.2 (84.6)       | 34.5 (94.1)       | 35.6 (96.1)       | 37.2 (99.0)       | 34.7 (94.5)       | 29.7 (85.5)       | 25.6 (78.1)       | 14.4 (57.9)       | 5.3 (41.5)        | 37.2 (99.0)       |
| 일평균 최고 기온 °C (°F)                                         | −12.7 (9.1)       | −7.5 (18.5)       | 1.2 (34.2)        | 10.5 (50.9)       | 18.1 (64.6)       | 23.8 (74.8)       | 25.7 (78.3)       | 22.9 (73.2)       | 16.1 (61.0)       | 7.9 (46.2)        | −2.7 (27.1)       | −10.8 (12.6)      | 7.7 (45.9)        |
| 일일 평균 기온 °C (°F)                                           | −17.6 (0.3)       | −14.1 (6.6)       | −5.5 (22.1)       | 3.6 (38.5)        | 10.4 (50.7)       | 16.4 (61.5)       | 19.0 (66.2)       | 16.4 (61.5)       | 9.5 (49.1)        | 2.0 (35.6)        | −7.6 (18.3)       | −15.4 (4.3)       | 1.4 (34.5)        |
| 일평균 최저 기온 °C (°F)                                         | −21.4 (−6.5)      | −19.1 (−2.4)      | −11.1 (12.0)      | −1.9 (28.6)       | 3.7 (38.7)        | 10.1 (50.2)       | 13.5 (56.3)       | 11.4 (52.5)       | 4.6 (40.3)        | −2.4 (27.7)       | −11.5 (11.3)      | −19.1 (−2.4)      | −3.6 (25.5)       |
| 역대 최저 기온 °C (°F)                                           | −49.7 (−57.5)     | −44.7 (−48.5)     | −37.3 (−35.1)     | −31.8 (−25.2)     | −14.3 (6.3)       | −6.0 (21.2)       | 0.4 (32.7)        | −2.7 (27.1)       | −11.9 (10.6)      | −30.5 (−22.9)     | −40.4 (−40.7)     | −46.3 (−51.3)     | −49.7 (−57.5)     |
| 평균 강수량 mm (인치)                                            | 14 (0.6)          | 9 (0.4)           | 12 (0.5)          | 21 (0.8)          | 36 (1.4)          | 69 (2.7)          | 107 (4.2)         | 96 (3.8)          | 53 (2.1)          | 21 (0.8)          | 20 (0.8)          | 19 (0.7)          | 477 (18.8)        |
| 평균 강우일수                                                    | 0                 | 0.04              | 1                 | 9                 | 15                | 18                | 18                | 17                | 16                | 9                 | 2                 | 0                 | 105               |
| 평균 강설일수                                                    | 21                | 16                | 13                | 11                | 3                 | 0.2               | 0                 | 0                 | 2                 | 10                | 20                | 23                | 119               |
| 평균 상대 습도 (%)                                               | 81                | 74                | 63                | 54                | 53                | 65                | 72                | 76                | 75                | 71                | 78                | 84                | 71                |
| 평균 월간 일조시간                                               | 108.8             | 157.3             | 226.6             | 248.1             | 276.2             | 275.2             | 267.9             | 233.1             | 181.7             | 156.5             | 95.4              | 74.8              | 2,301.6           |
| 출처 1: Pogoda.ru.net (평년값: 1991년~2020년, 극값: 1820년~현재) |                   |                   |                   |                   |                   |                   |                   |                   |                   |                   |                   |                   |                   |
| 출처 2: 미국 해양대기청                                          |                   |                   |                   |                   |                   |                   |                   |                   |                   |                   |                   |                   |                   |

## 역사
1652년에 코사크 부대가 앙가르 강의 하류에 세운 야영지가 시초였다. 1686년 도시로 승격될 때까지만 해도 작은 규모였지만, 17세기 말부터 중국과 몽골로 통하는 무역으로 인해 급격히 발달되었다. 옛날에는 중앙 정부로부터 추방당한 사람들이 유배를 간 곳이지만, 이들 덕분에 도시가 크게 발전 할 수 있었다.

## 자매 도시
- 대한민국 강원특별자치도 강릉시